# Дроздов Володимир Геннадійович
Володи́мир Генна́дійович Дроздо́в (18 червня 1879 — †?) — відомий український історик-музеєзнавець.

## Біографія
Народився 18 червня 1879 р. у м. Петровську Саратовської губернії. Після закінчення Казанської духовної академії у 1904 р. здобув ступінь кандидата богослов'я і був залишений на рік професорським стипендіатом при кафедрі логіки та психології. У серпні 1905 р. призначений на посаду викладача теорії словесності та російської історії Чернігівської духовної семінарії.
Протягом 1906–1908 рр. брав активну участь у роботі Чернігівського попереднього комітету із влаштуванню XIV Всеросійського Археологічного з'їзду. Зокрема, у 1907 р. очолив групу місцевих краєзнавців, яка фронтально обстежила старовинні церкви і монастирі дев'яти північних повітів губернії. Перевезені до Чернігова старожитності (ікони, стародруки, предмети церковного обладунку) лягли в основу зібрання Чернігівського єпархіального древлесховища, відкритого у 1907 р. Першим завідувачем цього своєрідного, багатого на пам'ятки старовини та мистецтва музею став В. Дроздов.
Разом з іншим Чернігівським краєзнавцем К. Карпінським у 1908 р. впорядкував каталог музейного зібрання з секційних засідань XIV Всеросійського Археологічного з'їзду, що відбувся у Чернігові в серпні 1908 р., виступив з доповіддю про унікальну пам'ятку золотарства XVIII ст. — царські врата чернігівської Катерининської церкви. Член Чернігівського церковно-археологічного комітету, з 1909 р. — завідувач фундаментальної бібліотеки Чернігівської духовної семінарії, у якій зберігалися численні рукописи і стародруки XVI–XVIII ст.
У 1912–1917 рр. редагував літературно-педагогічний відділ місцевого церковного часопису «Вера и жизнь», на сторінках якого було вміщено цілу низку історико-краєзнавчих студій. За безпосередньою участю В. Дроздова у 1908 і 1916 рр. побачили світ два випуски «Сборника Черниговского епархиального древлехранилища».
У травні 1919 р. губернський відділ народної освіти призначив В. Дроздова завідувач 2-м Чернігівського Радянського музею (колишній Історико-археологічний музей Чернігівської архівної комісії), а через деякий час він очолив більш близький до його наукових уподобань 5-й Чернігівський радянський музей (колишнє Чернігівське єпархіальне древлесховище). Після утворення у 1925 р. єдиного Чернігівського державного музею В. Дроздов завідував у ньому так званим відділом культів.
Завдяки зусиллям В. Дроздова під час вилученні церковних цінностей було врятовано від утилізації цілу низку пам'яток, які мали історико-художнє значення. Водночас протягом 1919 — 1921 рр. він викладав історію російської літератури у Чернігівському народному університеті. У 1923 р. В. Дроздов входив до складу Тимчасової комісії з архітектурного та археологічного дослідження чернігівського Спасо-Преображенського собору XI ст., а навесні 1925 р. разом із місцевими істориками М. Вайнштейном і П. Смолічевим обстежував муміфіковані поховання XVII–XIX ст., виявлені у підземній скрипті Воскресенської церкви в Седневі. Разом з тим, В. Дроздов продовжував наполегливо студіювати пам'ятки українського золотарства XVII–XVIII ст. і опублікував на цю тему кілька ґрунтовних праць: «Рихлівський ковчег» (1927), «Датоване культове срібло XVII ст. в Чернігівськім державнім музеї» (1928) та ін.
У 1931 р. В. Дроздов переїхав до Києва на посаду старшого наукового співробітника Лаврського музейного містечка. Навряд чи він залишився осторонь масових репресій — Київське музейне містечко вважалося одним з осередків групування «націоналістичних сил». До того ж, дехто із заарештованих чернігівських колег В. Дроздова звів на нього наклеп: буцімто В. Дроздов ще наприкінці 20-х рр. «був завербований у контрреволюційну повстанську організацію… і проводив шкідницьку роботу в музеї», зокрема, «навантажив всіх працівників непотрібною роботою…, широкою інвентаризацією експонатів, організував виставку ікон та багатого церковного одягу з метою підкреслити високу цінність українського націоналістичного мистецтва і залучити екскурсантів до релігії». Дальша доля В. Дроздова невідома.